# Stephen Quinn
Stephen Jude Quinn (Clondalkin, 1º aprile 1986) è un calciatore irlandese, centrocampista del Mansfield Town.

## Carriera

### Club

#### Esordi
Cresciuto nelle giovanili del St Patrick's, nella sua Irlanda,  nell'agosto del 2005 viene acquistato dallo Sheffield United, militante in Football League Championship. Con gli inglesi disputerà solo 2 gare di Coppa di Lega. Viene così mandato in prestito per trovare minuti e continuità nel MK Dons, in League One e successivamente al Rotherham United.

#### Sheffield Utd e Hull City
Nel 2006 torna stabilmente allo Sheffield. In totale giocherà 6 stagioni (più 4 partite della settima), con un totale di 239 presenze e 22 gol nelle varie competizioni, divenendone una colonna portante. Inoltre sarà il miglior assistman della prima stagione in League One (2011-2012) con 14 passaggi vincenti.
Il 31 agosto 2012 viene acquistato dall'Hull City con un contratto triennale.
Al termine della prima stagione, insieme alla squadra ottiene la promozione in Premier League.

#### Reading e Burton Albion
Il 30 giugno 2015 diventa un giocatore del Reading.
Rimasto svincolato, nell'agosto del 2018 viene prelevato dal Burton Albion, prendendo la maglia numero 23.

### Nazionale
Tra il 2006 e il 2007 fa parte della selezione Under 21 irlandese. Fa il suo esordio in nazionale maggiore nel giugno del 2013 in amichevole contro la Georgia (vittoria per 4-0).
Viene convocato per gli Europei 2016 in Francia. Durante la competizione però, entra solo in un'occasione, durante la fase a gironi, nella vittoria per 1-0 contro l'Italia al minuto 90. In totale ha disputato 18 gare senza mai riuscire a segnare.

## Statistiche

### Presenze e reti nei club
Statistiche aggiornate al 18 maggio 2018.
| Stagione                | Squadra                 | Campionato              | Campionato | Campionato | Coppe nazionali | Coppe nazionali | Coppe nazionali | Coppe continentali | Coppe continentali | Coppe continentali | Altre coppe | Altre coppe | Altre coppe | Totale | Totale |
| Stagione                | Squadra                 | Comp                    | Pres       | Reti       | Comp            | Pres            | Reti            | Comp               | Pres               | Reti               | Comp        | Pres        | Reti        | Pres   | Reti   |
| ----------------------- | ----------------------- | ----------------------- | ---------- | ---------- | --------------- | --------------- | --------------- | ------------------ | ------------------ | ------------------ | ----------- | ----------- | ----------- | ------ | ------ |
| ago. 2005               | Sheffield United        | FLC                     | 0          | 0          | FACup+CdL       | 0+2             | 0               | -                  | -                  | -                  | -           | -           | -           | 2      | 0      |
| ago. 2005-gen. 2006     | MK Dons                 | FL1                     | 15         | 0          | FACup+CdL       | 1+0             | 0               | -                  | -                  | -                  | FLT         | 3           | 0           | 19     | 0      |
| gen.-giu. 2006          | Rotherham United        | FL1                     | 16         | 0          | FACup+CdL       | -               | -               | -                  | -                  | -                  | FLT         | -           | -           | 16     | 0      |
| 2006-2007               | Sheffield United        | PL                      | 16         | 2          | FACup+CdL       | 1+1             | 0               | -                  | -                  | -                  | -           | -           | -           | 18     | 2      |
| 2007-2008               | Sheffield United        | FLC                     | 20         | 2          | FACup+CdL       | 4+2             | 0               | -                  | -                  | -                  | -           | -           | -           | 26     | 2      |
| 2008-2009               | Sheffield United        | FLC                     | 43+3       | 7          | FACup+CdL       | 2+2             | 0+1             | -                  | -                  | -                  | -           | -           | -           | 50     | 8      |
| 2009-2010               | Sheffield United        | FLC                     | 44         | 4          | FACup+CdL       | 3+1             | 0               | -                  | -                  | -                  | -           | -           | -           | 48     | 4      |
| 2010-2011               | Sheffield United        | FLC                     | 37         | 1          | FACup+CdL       | 0+1             | 0               | -                  | -                  | -                  | -           | -           | -           | 38     | 1      |
| 2011-2012               | Sheffield United        | FL1                     | 45+3       | 4          | FACup+CdL       | 3+2             | 0+1             | -                  | -                  | -                  | FLT         | 0           | 0           | 53     | 5      |
| ago. 2012               | Sheffield United        | FL1                     | 3          | 0          | FACup+CdL       | 0+1             | 0               | -                  | -                  | -                  | FLT         | 0           | 0           | 4      | 0      |
| Totale Sheffield United | Totale Sheffield United | Totale Sheffield United | 208+6      | 20         |                 | 25              | 2               |                    | -                  | -                  |             | 0           | 0           | 239    | 22     |
| ago. 2012-2013          | Hull City               | FLC                     | 42         | 3          | FACup+CdL       | 2+0             | 0               | -                  | -                  | -                  | -           | -           | -           | 44     | 3      |
| 2013-2014               | Hull City               | PL                      | 15         | 0          | FACup+CdL       | 7+2             | 1+0             | -                  | -                  | -                  | -           | -           | -           | 24     | 1      |
| 2014-2015               | Hull City               | PL                      | 28         | 1          | FACup+CdL       | 1+0             | 0               | UEL                | 0                  | 0                  | -           | -           | -           | 29     | 1      |
| Totale Hull City        | Totale Hull City        | Totale Hull City        | 85         | 4          |                 | 12              | 1               |                    | 0                  | 0                  |             | -           | -           | 97     | 5      |
| 2015-2016               | Reading                 | FLC                     | 27         | 1          | FACup+CdL       | 4+2             | 0               | -                  | -                  | -                  | -           | -           | -           | 33     | 1      |
| 2016-2017               | Reading                 | FLC                     | 7          | 0          | FACup+CdL       | 0+3             | 1               | -                  | -                  | -                  | -           | -           | -           | 10     | 1      |
| 2017-2018               | Reading                 | FLC                     | 0          | 0          | FACup+CdL       | 0+2             | 0               | -                  | -                  | -                  | -           | -           | -           | 2      | 0      |
| Totale Reading          | Totale Reading          | Totale Reading          | 34         | 1          |                 | 11              | 1               |                    | -                  | -                  |             | -           | -           | 45     | 2      |
| Totale carriera         | Totale carriera         | Totale carriera         | 358+6      | 25         |                 | 48              | 4               |                    | 0                  | 0                  |             | 3           | 0           | 415    | 29     |

### Cronologia presenze e reti in Nazionale
| Cronologia completa delle presenze e delle reti in nazionale ― Irlanda | Cronologia completa delle presenze e delle reti in nazionale ― Irlanda | Cronologia completa delle presenze e delle reti in nazionale ― Irlanda | Cronologia completa delle presenze e delle reti in nazionale ― Irlanda | Cronologia completa delle presenze e delle reti in nazionale ― Irlanda | Cronologia completa delle presenze e delle reti in nazionale ― Irlanda | Cronologia completa delle presenze e delle reti in nazionale ― Irlanda | Cronologia completa delle presenze e delle reti in nazionale ― Irlanda |
| Data                                                                   | Città                                                                  | In casa                                                                | Risultato                                                              | Ospiti                                                                 | Competizione                                                           | Reti                                                                   | Note                                                                   |
| ---------------------------------------------------------------------- | ---------------------------------------------------------------------- | ---------------------------------------------------------------------- | ---------------------------------------------------------------------- | ---------------------------------------------------------------------- | ---------------------------------------------------------------------- | ---------------------------------------------------------------------- | ---------------------------------------------------------------------- |
| 2-6-2013                                                               | Dublino                                                                | Irlanda                                                                | 4 – 0                                                                  | Georgia                                                                | Amichevole                                                             | -                                                                      | 75’                                                                    |
| 12-6-2013                                                              | New York                                                               | Spagna                                                                 | 2 – 0                                                                  | Irlanda                                                                | Amichevole                                                             | -                                                                      | 46’- 82’                                                               |
| 5-3-2014                                                               | Dublino                                                                | Irlanda                                                                | 1 – 2                                                                  | Serbia                                                                 | Amichevole                                                             | -                                                                      | 80’                                                                    |
| 25-5-2014                                                              | Dublino                                                                | Irlanda                                                                | 1 – 2                                                                  | Turchia                                                                | Amichevole                                                             | -                                                                      | 82’                                                                    |
| 31-5-2014                                                              | Londra                                                                 | Irlanda                                                                | 0 – 0                                                                  | Italia                                                                 | Amichevole                                                             | -                                                                      | 67’                                                                    |
| 7-6-2014                                                               | Chester                                                                | Costa Rica                                                             | 1 – 1                                                                  | Irlanda                                                                | Amichevole                                                             | -                                                                      | 83’                                                                    |
| 11-6-2014                                                              | East Rutherford                                                        | Portogallo                                                             | 5 – 1                                                                  | Irlanda                                                                | Amichevole                                                             | -                                                                      | 66’                                                                    |
| 3-9-2014                                                               | Dublino                                                                | Irlanda                                                                | 2 – 0                                                                  | Oman                                                                   | Amichevole                                                             | -                                                                      |                                                                        |
| 7-9-2014                                                               | Tbilisi                                                                | Georgia                                                                | 1 – 2                                                                  | Irlanda                                                                | Qual. Euro 2016                                                        | -                                                                      | 76’                                                                    |
| 14-10-2014                                                             | Gelsenkirchen                                                          | Germania                                                               | 1 – 1                                                                  | Irlanda                                                                | Qual. Euro 2016                                                        | -                                                                      | 76’                                                                    |
| 14-11-2014                                                             | Glasgow                                                                | Scozia                                                                 | 1 – 0                                                                  | Irlanda                                                                | Qual. Euro 2016                                                        | -                                                                      | 69’- 90’                                                               |
| 18-11-2014                                                             | Dublino                                                                | Irlanda                                                                | 4 – 1                                                                  | Stati Uniti                                                            | Amichevole                                                             | -                                                                      |                                                                        |
| 4-9-2015                                                               | Faro                                                                   | Gibilterra                                                             | 0 – 4                                                                  | Irlanda                                                                | Qual. Euro 2016                                                        | -                                                                      | 70’                                                                    |
| 25-3-2016                                                              | Dublino                                                                | Irlanda                                                                | 1 – 0                                                                  | Svizzera                                                               | Amichevole                                                             | -                                                                      | 61’                                                                    |
| 27-5-2016                                                              | Dublino                                                                | Irlanda                                                                | 1 – 1                                                                  | Paesi Bassi                                                            | Amichevole                                                             | -                                                                      | 67’                                                                    |
| 22-6-2016                                                              | Villeneuve-d'Ascq                                                      | Italia                                                                 | 0 – 1                                                                  | Irlanda                                                                | Euro 2016 - 1º turno                                                   | -                                                                      | 90’                                                                    |
| 31-8-2016                                                              | Dublino                                                                | Irlanda                                                                | 4 – 0                                                                  | Oman                                                                   | Amichevole                                                             | -                                                                      | 65’                                                                    |
| 5-9-2016                                                               | Belgrado                                                               | Serbia                                                                 | 2 – 2                                                                  | Irlanda                                                                | Qual. Mondiali 2018                                                    | -                                                                      | 70’                                                                    |
| Totale                                                                 |                                                                        | Presenze                                                               | 18                                                                     |                                                                        | Reti                                                                   | 0                                                                      |                                                                        |

## Palmarès

### Individuale
- PFA Football League One Team of the Year: 1[8]

2011-2012